# Genome Research
Genome Research est un journal scientifique mensuel publié par Cold Spring Harbor Laboratory Press. Les domaines couverts par le journal concernent des recherches sur la biologie des génomes de tous les organismes ainsi que leurs applications à la médecine. Ceci inclut la structure des génomes et leurs fonctions, la génomique comparée, l'évolution moléculaire, la génétique des populations, la protéomique ou encore la biologie des systèmes. Sont publiées également des nouvelles techniques et approches associées à l'étude des génomes. Le journal a été fondé en 1991 sous le nom PCR Methods and Application qui a ensuite été changé pour le nom actuel en 1995.
D'après le Journal Citation Reports, le journal a en 2014 un facteur d'impact de 14,63 ce qui le classe 2e dans la catégorie 'Génétique et Génomique' derrière Nature Genetics.